# Limba sorabă de jos
Limba sorabă de jos (dolnoserbšćina, dolnoserbski) este o limbă slavă de vest minoritară, vorbită în regiunea istorică Luzacia Inferioară, astăzi o parte a Brandenburgului. Împreună cu altă limbă minoritară, sorabă de sus formează o ramură a limbilor slavice numită limbi sorabe. Prin comparație cu limbile vecine, sorabă de jos este mai similară cu poloneză, iar soraba de sus — cu cehă.
Soraba de jos mai este vorbită de un număr foarte mic de locuitori ai regiunii Błóta/Spreewald, situația ei oarecum semănând cu cea a limbii celtice manx care prin anii 1970 a încetat să mai fie întrebuințată în conversația cotidiană. La ora actuală există un singur preot vorbitor nativ de sorabă de jos, acela însă are în grijă parohia protestantă din Drjowk/Drebkau care se află în afara zonei de răspândire a limbii sorabe. Revista săptămânală Nowy casnik publică articole nu numai în soraba de jos, ci și în germană, iar numărul abonaților nu depășește cifra de 1000. Spre deosebire de Budyšin/Bautzen, centrul cultural al Luzaciei Superioare, unde totdeauna exista o minoritate sorabă, la Chośebuz/Cottbus, centrul cultural al Luzaciei Inferioare, practic nu locuiesc vorbitori de limba sorabă. În toată Luzacia, sau cel puțin în acea parte a ei unde după 1945 măcar o parte a populației s-a declarat de origine sorabă, indicatoarele rutiere sunt de obicei bilingve. În Chośebuz/Cottbus este un liceu unde tinerii din toată Luzacia Inferioară, precum și din parohia Slepo/Schleife (regiune în care s-a întrebuințat un dialect intermediar între soraba de sus și soraba de jos), învață sau se perfecționează în soraba de jos, deși aceasta nu este, de regulă, limba lor maternă. O mică comunitate a vorbitorilor de limba sorabă de jos a existat în Australia, fiind vorba de urmași ai emigranților stabiliți acolo în secolul al XIX-lea.